# Віллі Орбан
Віллі Орбан (нім. Willi Orban, нар. 3 листопада 1992, Кайзерслаутерн, Німеччина) — німецький та угорський футболіст, захисник клубу «РБ Лейпциг» і національної збірної Угорщини.

## Клубна кар'єра
Вихованець футбольної школи клубу «Кайзерслаутерн».
У дорослому футболі дебютував 2011 року виступами за команду клубу «Кайзерслаутерн II», в якій провів чотири сезони, взявши участь у 35 матчах чемпіонату.
Своєю грою за цю команду привернув увагу представників тренерського штабу клубу «Кайзерслаутерн», до складу якого приєднався 2011 року. Відіграв за кайзерслаутернський клуб наступні чотири сезони своєї ігрової кар'єри.
До складу клубу «РБ Лейпциг» приєднався 2015 року. За рік допоміг команді підвищитися в класі до Бундесліги.

## Виступи за збірну
Протягом 2014—2015 років залучався до складу молодіжної збірної Німеччини. На молодіжному рівні зіграв у двох офіційних матчах.
2018 року погодився захищати на рівні національних збірних кольори своєї історичної батьківщини і дебютував в іграх за національну збірну Угорщини. 

## Статистика виступів

### Статистика клубних виступів
Станом на 6 червня 2020
| Сезон                      | Команда                    | Чемпіонат                  | Чемпіонат | Чемпіонат | Національний кубок | Національний кубок | Національний кубок | Континентальні кубки | Континентальні кубки | Континентальні кубки | Інші змагання | Інші змагання | Інші змагання | Усього | Усього |
| Сезон                      | Команда                    | Ліга                       | Ігор      | Голів     | Ліга               | Ігор               | Голів              | Ліга                 | Ігор                 | Голів                | Ліга          | Ігор          | Голів         | Ігор   | Голів  |
| -------------------------- | -------------------------- | -------------------------- | --------- | --------- | ------------------ | ------------------ | ------------------ | -------------------- | -------------------- | -------------------- | ------------- | ------------- | ------------- | ------ | ------ |
| 2011–12                    | «Кайзерслаутерн II»        | БЛ                         | 2         | 0         | КН                 | -                  | -                  | -                    | -                    | -                    | -             | -             | -             | 2      | 0      |
| 2012–13                    | «Кайзерслаутерн II»        | 2Л                         | 7         | 1         | КН                 | -                  | -                  | -                    | -                    | -                    | -             | -             | -             | 7      | 1      |
| 2013–14                    | «Кайзерслаутерн II»        | 2Л                         | 28        | 2         | КН                 | 4                  | 1                  | -                    | -                    | -                    | -             | -             | -             | 32     | 3      |
| 2014–15                    | «Кайзерслаутерн II»        | 2Л                         | 31        | 4         | КН                 | 3                  | 0                  | -                    | -                    | -                    | -             | -             | -             | 34     | 4      |
| Усього за «Кайзерслаутерн» | Усього за «Кайзерслаутерн» | Усього за «Кайзерслаутерн» | 68        | 7         |                    | 7                  | 1                  |                      |                      |                      |               |               |               | 75     | 8      |
| 2015–16                    | «РБ Лейпциг»               | 2Л                         | 32        | 1         | КН                 | 1                  | 0                  | -                    | -                    | -                    | -             | -             | -             | 33     | 1      |
| 2016–17                    | «РБ Лейпциг»               | БЛ                         | 28        | 3         | КН                 | 1                  | 0                  | -                    | -                    | -                    | -             | -             | -             | 29     | 3      |
| 2017–18                    | «РБ Лейпциг»               | БЛ                         | 26        | 3         | КН                 | 2                  | 0                  | ЛЧ+ЛЄ                | 6+3                  | 1+0                  | -             | -             | -             | 37     | 4      |
| 2018–19                    | «РБ Лейпциг»               | БЛ                         | 24        | 4         | КН                 | 4                  | 0                  | ЛЄ                   | 11                   | 0                    | -             | -             | -             | 39     | 4      |
| 2019–20                    | «РБ Лейпциг»               | БЛ                         | 12        | 1         | КН                 | 2                  | 0                  | ЛЧ                   | 4                    | 0                    | -             | -             | -             | 18     | 1      |
| Усього за Lipsia           | Усього за Lipsia           | Усього за Lipsia           | 122       | 12        |                    | 10                 | 0                  |                      | 24                   | 1                    |               |               |               | 156    | 13     |
| Усього за кар'єру          | Усього за кар'єру          | Усього за кар'єру          | 190       | 19        |                    | 17                 | 2                  |                      | 24                   | 1                    |               |               |               | 231    | 21     |

### Статистика виступів за збірну
Станом на 29 березня 2021
| Дата       | Місто         | Господарі   | Результат | Гості       | Турнір                               | Голи | Примітки |
| ---------- | ------------- | ----------- | --------- | ----------- | ------------------------------------ | ---- | -------- |
| 12-10-2018 | Афіни         | Греція      | 1 – 0     | Угорщина    | Ліга націй УЄФА 2018-2019 - 1-й етап | -    |          |
| 15-10-2018 | Таллінн       | Естонія     | 3 – 3     | Угорщина    | Ліга націй УЄФА 2018-2019 - 1-й етап | -    |          |
| 15-11-2018 | Будапешт      | Угорщина    | 2 – 0     | Естонія     | Ліга націй УЄФА 2018-2019 - 1-й етап | 1    |          |
| 18-11-2018 | Будапешт      | Угорщина    | 2 – 0     | Фінляндія   | Ліга націй УЄФА 2018-2019 - 1-й етап | -    |          |
| 21-3-2019  | Трнава        | Словаччина  | 2 – 0     | Угорщина    | Відбір до ЧЄ 2020                    | -    |          |
| 24-3-2019  | Будапешт      | Угорщина    | 2 – 1     | Хорватія    | Відбір до ЧЄ 2020                    | -    |          |
| 8-6-2019   | Баку          | Азербайджан | 1 – 3     | Угорщина    | Відбір до ЧЄ 2020                    | 2    |          |
| 11-6-2019  | Будапешт      | Угорщина    | 1 – 0     | Уельс       | Відбір до ЧЄ 2020                    | -    |          |
| 5-9-2019   | Подгориця     | Чорногорія  | 2 – 1     | Угорщина    | товариський матч                     | -    | 46' 75'  |
| 9-9-2019   | Будапешт      | Угорщина    | 1 – 2     | Словаччина  | Відбір до ЧЄ 2020                    | -    |          |
| 10-10-2019 | Спліт         | Хорватія    | 3 – 0     | Угорщина    | Відбір до ЧЄ 2020                    | -    |          |
| 13-10-2019 | Будапешт      | Угорщина    | 1 – 0     | Азербайджан | Відбір до ЧЄ 2020                    | -    |          |
| 3-9-2020   | Сівас         | Туреччина   | 0 – 1     | Угорщина    | Ліга націй УЄФА 2020-2021 - 1-й етап | -    |          |
| 6-9-2020   | Будапешт      | Угорщина    | 2 – 3     | Росія       | Ліга націй УЄФА 2020-2021 - 1-й етап | -    |          |
| 8-10-2020  | Софія (місто) | Болгарія    | 1 – 3     | Угорщина    | Відбір до ЧЄ 2020                    | 1    |          |
| 11-10-2020 | Белград       | Сербія      | 0 – 1     | Угорщина    | Ліга націй УЄФА 2020-2021 - 1-й етап | -    | 56'      |
| 14-10-2020 | Москва        | Росія       | 0 – 0     | Угорщина    | Ліга націй УЄФА 2020-2021 - 1-й етап | -    |          |
| 12-11-2020 | Будапешт      | Угорщина    | 2 – 1     | Ісландія    | Відбір до ЧЄ 2020                    | -    |          |
| 25-3-2021  | Будапешт      | Угорщина    | 3 – 3     | Польща      | Відбір до ЧС 2022                    | -    |          |
| 28-3-2021  | Серравалле    | Сан-Марино  | 0 – 3     | Угорщина    | Відбір до ЧС 2022                    | -    |          |
| Усього     |               | Матчів      | 20        |             | Голів                                | 4    |          |

## Титули і досягнення
- Володар Кубка Німеччини (2):

«РБ Лейпциг»: 2021–22, 2022–23
- Володар Суперкубка Німеччини (1):

«РБ Лейпциг»: 2023